# Новосёловский поселковый совет
Новосёловский поселковый совет (укр. Новоселівська селищна рада, крымскотат. Montanay qasaba şurası) — административно-территориальная единица в Раздольненском районе Автономной Республики Крым.
В 1938 году был образован Фрайдорфский сельсовет, переименованный в 1945 году в Маевский сельсовет, а в 1950-е годы — в Новосёловский. В 1960-е годы его центр был преобразован в посёлок городского типа (рабочий посёлок), в связи с чем в нём был создан Новосёловский поселковый совет.
Население по переписи 2001 года — 3353 человек. Площадь поссовета 53 км².
К 2014 году состоял из 1 пгт и 1 села:
- Новосёловское
- Северное

## История
В советское время на данной территории, согласно книге «Історія міст і сіл Української РСР», был образован Фрайдорфский сельсовет в составе Фрайдорфского района в 1938 году (на 1940 год он уже существовал. При этом, указом Президиума Верховного Совета РСФСР от 14 декабря 1944 года Фрайдорф был переименован в Новосёловское (и район в Новосёловский), а Фрайдорфский сельсовет, указом от 21 августа 1945 года, переименовали в Маевский, с центром в Маевке. С 25 июня 1946 года совет в составе Крымской области РСФСР. 25 июля 1953 года Новосёловский район был упразднен и совет включили в состав Евпаторийского. 26 апреля 1954 года Крымская область была передана из состава РСФСР в состав УССР. Время перемещения центра сельсовета в Новосёловское пока не установлено: на 15 июня 1960 года он уже существовал и в его составе числились населённые пункты:

| - Весёлое - Ветровка - Виноградово | - Вольное - Маевка - Новосёловское | - Северное - Советское |

В 1962 году Новосёловскому присвоен статус посёлка городского типа и сельский совет преобразовали в поселковый. 1 января 1965 года, указом Президиума ВС УССР «О внесении изменений в административное районирование УССР — по Крымской области», Евпаторийский район был упразднён и сельсовет включили в состав Раздольненского. Видимо, тогда же Ветровку, Виноградово и Вольное передали в Сакский район — на 1968 год в его составе. Также к 1968 году ликвидировано Советское, а Весёлое и Маевку включили в состав Новосёловского. С 12 февраля 1991 года сельсовет в восстановленной Крымской АССР, 26 февраля 1992 года переименованной в Автономную Республику Крым. С 21 марта 2014 года в составе Крыма аннексирован Россией. Законом «Об установлении границ муниципальных образований и статусе муниципальных образований в Республике Крым» от 4 июня 2014 года территория административной единицы была объявлена муниципальным образованием со статусом сельского поселения.